# Fila Brazillia
I Fila Brazillia sono stati un duo di musica elettronica britannico originario di Kingston upon Hull e attivo dal 1990 al 2006.

## Formazione
- Steve Cobby
- David McSherry

## Discografia

### Album in studio
- 1994 – Old Codes New Chaos
- 1995 – Maim That Tune
- 1996 – Mess
- 1996 – Black Market Gardening
- 1997 – Luck Be a Weirdo Tonight
- 1998 – Power Clown
- 1999 – A Touch of Cloth
- 2002 – Jump Leads
- 2003 – The Life and Times of Phoebus Brumal
- 2003 – Dicks

### EP
- 1996 – Sycot Motion
- 2002 – Three White Roses & A Budd (con Harold Budd e Bill Nelson)
- 2002 – Saucy Joints
- 2002 – We Build Arks
- 2007 – One Track Mind

### Altri album
- 1999 – Music for Freelance
- 2006 – Retrospective
- 2001 – Another Late Night: Fila Brazillia
- 2004 – Another Fine Mess: Fila Brazillia